# Juan Zurano
Juan Santiago Zurano Jerez (* Lorca (Murcia) 1 de septiembre de 1948). Es un ex ciclista español, profesional entre 1971 y 1976, cuyo mayor éxito deportivo lo logró en la Vuelta a España donde obtuvo 1 victoria de etapa en la edición de 1973.

## Palmarés
| 1969 - Vuelta a Segovia - 2º en la Vuelta a Navarra 1971 - 1 etapa en la Vuelta a Asturias - 2 etapas en la Vuelta a Menorca 1972 - 2 etapas en la Vuelta a Portugal - 1 etapa en la Vuelta a los Valles Mineros - 1 etapa en la Vuelta a Asturias - 1 etapa en la Vuelta a Mallorca | 1973 - 1 etapa en la Vuelta a España - 1 etapa en la Vuelta a Portugal - 1 etapa en la Vuelta a Asturias - 1 etapa en la Vuelta a Levante - 3.º en el Campeonato de España en Ruta |